# Habenaria hebes
Habenaria hebes är en orkidéart som beskrevs av La Croix och Phillip James Cribb. Habenaria hebes ingår i släktet Habenaria och familjen orkidéer.
Artens utbredningsområde är Zambia. Inga underarter finns listade i Catalogue of Life.